# Justinianus I
Justinianus I (latin: Flavius Petrus Sabbatius Iustinianus, grekiska: Μέγας Ιουστινιανός) född 11 maj 482 i Tauresium (Taor) i Dardanien (nuvarande Nordmakedonien), död 14 november 565, var bysantinsk kejsare från den 1 augusti 527 till sin död. Han var gift med Theodora.

## Biografi
Justinianus var systerson till Justinus I med vilken han i slutet av dennes regeringstid var medkejsare. Han äktade sin älskarinna Theodora som han gjorde till medregent. Han slöt fred med perserriket efter ett långvarigt krig för att ytterligare förstärka Bysans och Justinus I:s politik, som byggde på att flytta rikets tyngdpunkt mot väster och Rom igen. 
En ständig inre oro i riket manifesterade sig genom till exempel kravallerna på Hippodromen år 532 mellan de gröna och de blå. Kravallerna går under namnet Nikaupproret (av grekiskans νίκη, "seger"). De flesta av stadens byggnader brändes av pöbeln. Genom en massaker från Justinianus ledd av hans hustru Theodora återställdes lugnet. 
Efter att de inre oroligheterna kvästs kraftsamlade Justinianus I rikets resurser västerut och söderut. Kriget i Afrika mot vandalernas rike förlöpte framgångsrikt under general Belisarius och Narsus (år 533–534). Det ostrogotiska riket i Italien krossades år 533–553 och delar av spanska kusten erövrades. Horder från öster bestående av bulgarer och slaver trängde han tillbaka med sina arméer år 559. För att stärka ekonomin i det bysantinska riket och att pengarna inte skulle gå till dyr import från öst, startade han egna silkesodlingar.        
Justinianus lät sammanställa Corpus iuris civilis, ett verk som fick stort inflytande över rättsvetenskapen i öst, men även senare i väst. Den romerska rätten kodifierades. En kommission under juristen Tribonianus sammanfattade lagböckerna i Codex Justinianeus (529), som kejsaren lät kungöra som rikslag. Vid sidan av denna kodex samlades några år senare (533) pandectae (av grekiska: pandektes, "allomfattande"), eller digesta (lagtolkningar), avsedda mera för praktiskt bruk. Såsom vetenskaplig rättslära gällde fyra böcker institutiones (533). Kodex blev ytterligare förbättrad och tillökad med novellae (nya förordningar).
Han lät bland annat uppföra Hagia Sofia i Konstantinopel (dagens Istanbul). Under sitt andra regeringsår (528) förbjöd Justinianus filosofin och därmed även flera andra vetenskaper, stängde gymnasierna i Aten, vilket fick till följd att flera av Europas då största tänkare tog sin tillflyktsort till Gundishapurakademin i Iran som därigenom förde den västerländska eller hellenistiska traditionen vidare.    
Justinianus hade betydelse även som teolog. Striderna om "Kristi naturer" mellan katoliker och monofysiter stod sedan lång tid i förgrunden. Konciliet i Chalkedon hade förgäves försökt lösa konflikten. I det berömda "trekapitelsediktet" av 544 uttalade sig emellertid Justinianus emot vissa kyrkolärare, vilket särskilt de ortodoxa ansåg vara anstötligt. Detta uppväckte en rörelse som uppfyllde kejsarens hela återstående regeringstid och tvingade honom att inskrida än mot det ena, än mot det andra partiet. Justinianus, som själv var lärd teolog, kämpade för kyrkans enhet och genomförde massakrer på de grupper som hotade denna enhet, bland annat monofysiterna. Han hävdade starkt kejsarens roll som den styrande över kyrkan (caesareopapism).    
Justinianus skyddade omtänksamt gränserna med murar och borgar, militärvägar anlades, broar och vattenledningar uppfördes, vilket gynnade transport och hantverk. Han skapade också en viktig industri genom införande av silkesmasken.
Han erövrade även stora delar av medelhavsregionen (inklusive dagens Italien) åt Bysans, men krigen slukade alla statens pengar, och han fick dra sig tillbaka. 